# Narendra Modi
Narendra Damodardas Modi (tiếng Gujarat: નરેન્દ્ર દામોદરદાસ મોદી, /nəreːnd̪rə d̪ɑːmoːd̪ərəd̪ɑːsə moːd̪iː/, tiếng Hindi: नरेन्द्र दामोदरदास मोदी, sinh ngày 17 tháng 9 năm 1950) là Thủ tướng Ấn Độ thứ 14. Ông là thủ lĩnh của Đảng Bharatiya Janata (Đảng Nhân dân), từng giữ chức Thủ tịch bộ trưởng Gujarat từ năm 2001 đến năm 2014. Ông đại diện cho Varanasi tại Lok Sabha.
Narendra Modi là một chiến lược gia chủ chốt của đảng Bharatiya Janata trong các chiến dịch tuyển cử tại bang Gujarat vào năm 1995 và 1998. Ông trở thành Chủ tịch bộ trưởng của Gujarat vào tháng 10 năm 2001. Ông cũng là một nhân vật chính trong tổng tuyển cử năm 2009, trong đó Liên minh của đảng Bharatiya Janata thất bại trước Liên minh của đảng Quốc đại. Ông lãnh đạo đảng Bharatiya Janata trong tổng tuyển cử năm 2014, kết quả là đảng của ông giành được đa số ghế trong Lok Sabha.
Narendra Modi là một nhà dân tộc chủ nghĩa Ấn Độ giáo và là một thành viên của Tổ chức Tình nguyện Dân tộc (RSS). Ông được ca ngợi vì các chính sách kinh tế của ông tạo ra môi trường cho tăng trưởng kinh tế ở mức cao tại Gujarat. Ông hiện là một trong top những người quyền lực nhất thế giới theo tạp chí Forbes tính đến năm 2018.

## Tiểu sử

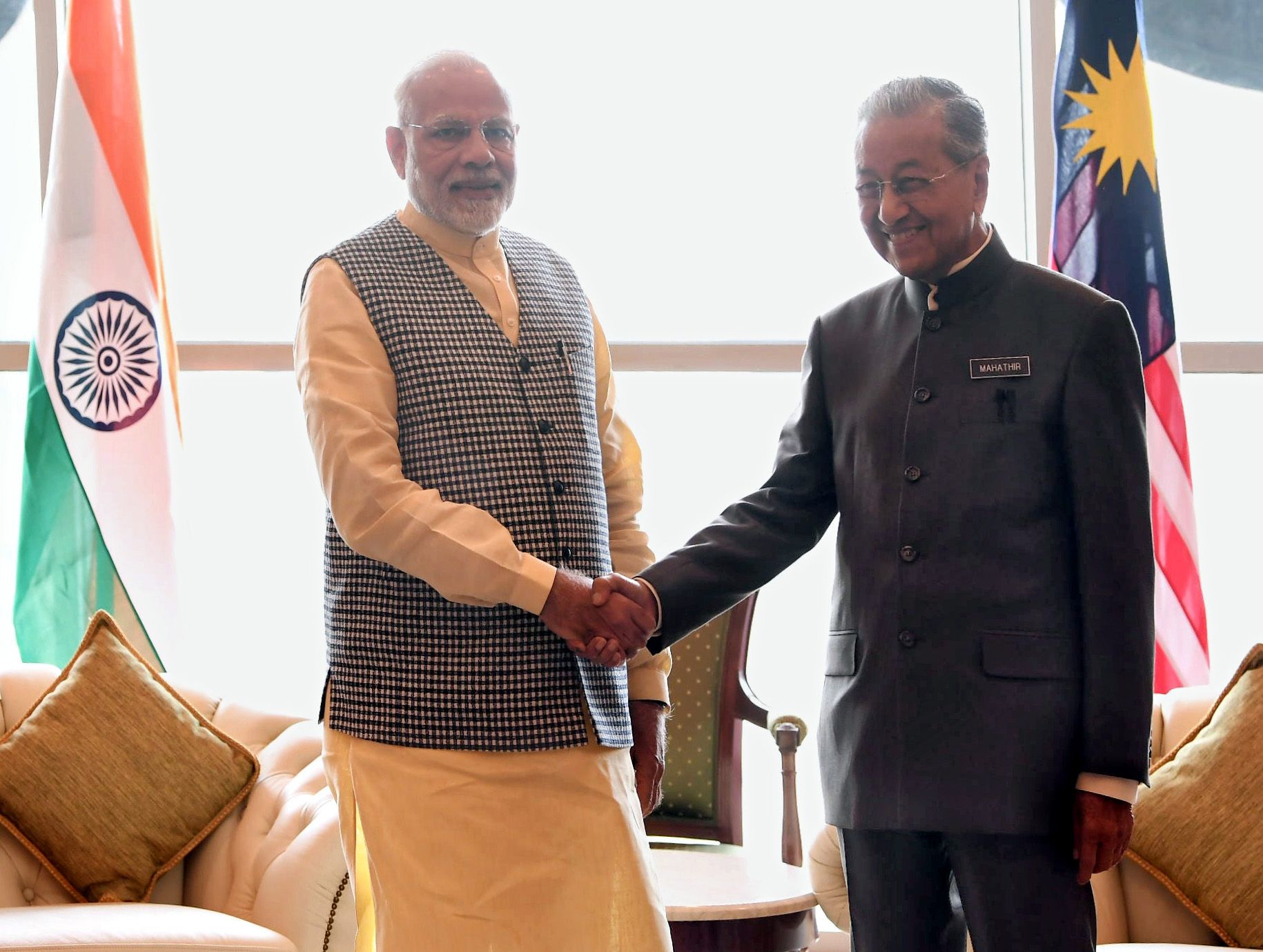
Modi và Thủ tướng Malaysia Mahathir Mohamad (31 tháng 5 năm 2018)

Narendra Modi sinh ra ở làng Vadnagar thuộc huyện Mehsana. Ông là người con thứ ba trong số 6 người con của một người bán đồ ăn cũng như chủ quán trà. Khi còn niên thiếu chính ông cùng với một người anh em mở một quán trà tại Ahmedabad. Cha mẹ của Modi đã thu xếp hôn nhân của ông từ khi ông còn trẻ, theo như phong tục của đẳng cấp Ghanchi. Ông đã làm đám hỏi lúc 13 tuổi với Jashodaben Chimanlal và cả hai đã làm đám cưới khi ông 18 tuổi. Họ rất ít chung sống với nhau và chẳng bao lâu sống riêng biệt vì Modi quyết định theo đuổi một đời sống tự do Modi theo học ngành chính trị học tại đại học Gujarat và tốt nghiệp với bằng thạc sĩ.

## Phong cách
Với kiểu quản lý lập dị, ông bị nhận nhiều phản ứng trái ngược nhiều người gọi ông là kẻ độc đoán một số người khác cho rằng ông là người quyết đoán. Thời gian ông lãnh đạo ở Gujarat đã giúp bang này trở thành một trong những nơi tăng trưởng nhanh nhất Ấn Độ với tỉ lệ tăng trưởng hai con số trong thập niên qua. Năm 2002, bang Gujarat xảy ra vụ bạo động chống người Hồi giáo làm chết ít nhất 1.000 người đa số là Hồi giáo. Người ta cho rằng ông Modi trong vai trò thủ hiến bang phải chịu trách nhiệm vì đã không làm đủ trách nhiệm để ngăn chặn. Do vậy năm 2005 ông bị Mỹ từ chối cấp thị thực cho ông với lý do là vi phạm tự do tôn giáo.

## Nghi án sử dụng bằng giả
Năm 2016, Đảng đối lập Aam Aadmi (AAP) tuyên bố các bằng cấp của ông Narendra Modi là giả và có một số điểm không thống nhất cụ thể:
- Trong bài thi năm 1977, tên của sinh viên ghi là Narendra Kumar Damodardas Modi. Trong tấm bằng cấp năm 1979, tên người nhận bằng lại là Narendra Damoderdas Modi, điều này là không thể. Chưa hết, theo những tài liệu do AAP cung cấp, tên của sinh viên dự các kỳ thi khoảng năm 1975-1978 liên tục bị thay đổi. Trong các bài thi năm 1975, 1976 và 1977, tên của thí sinh lần lượt thay đổi là Narendra Kumar Damodardas Modi, Narendra Damoderdas Mody và Narendra Kumar Damodardas Mody. Trong bài thi năm 1978, tên thí sinh là Narendra Damoderdas Modi. Bằng cử nhân, do Đại học Delhi cấp năm 1979, lại cho biết ông Modi tốt nghiệp đại học năm 1978. Và điều quan trọng nhất là Narendra Damodardas Modi đã tham dự kỳ thi bằng cách nào vào năm 1975 khi Ấn Độ ban bố tình trạng khẩn cấp (Do những mâu thuẫn nảy sinh trong chính sách điều hành kinh tế của thủ tướng Indira Gandhi, nhiều cuộc biểu tình, bãi công phản đối đã xảy ra và quân đội, cảnh sát Ấn Độ đã được huy động để đàn áp. Trước tình hình này, thủ tướng Indira Gandhi đã phải tuyên bố tình trạng khẩn cấp vào tháng 6 năm 1975 và tình trạng này kéo dài 19 tháng)

Tuy nhiên, ngày 10 tháng 5, Đại học Delhi xác nhận tấm bằng cử nhân của ông Modi do đảng Bharatiya Janata công khai trước dư luận là thực. Đồng thời nhấn mạnh nhà trường vẫn lưu giữ mọi hồ sơ liên quan tới việc tốt nghiệp đại học của ông Modi. Đại học Delhi cũng thừa nhận đã để xảy ra "sai sót nhỏ" khi ghi ông tốt nghiệp năm 1979, vì thực tế ông rời trường một năm trước đó.